# Le Retour de Superman (émission)
 (mai 2024).
La mise en forme du texte ne suit pas les recommandations de Wikipédia : il faut le « wikifier ».
Les points d'amélioration suivants sont les cas les plus fréquents. Le détail des points à revoir est peut-être précisé sur la page de discussion.
- Les titres sont pré-formatés par le logiciel. Ils ne sont ni en capitales, ni en gras.
- Le texte ne doit pas être écrit en capitales (les noms de famille non plus), ni en gras, ni en italique, ni en « petit »…
- Le gras n'est utilisé que pour surligner le titre de l'article dans l'introduction, une seule fois.
- L'italique est rarement utilisé : mots en langue étrangère, titres d'œuvres, noms de bateaux, etc.
- Les citations ne sont pas en italique mais en corps de texte normal. Elles sont entourées par des guillemets français : « et ».
- Les listes à puces sont à éviter, des paragraphes rédigés étant largement préférés. Les tableaux sont à réserver à la présentation de données structurées (résultats, etc.).
- Les appels de note de bas de page (petits chiffres en exposant, introduits par l'outil «  Source ») sont à placer entre la fin de phrase et le point final[comme ça].
- Les liens internes (vers d'autres articles de Wikipédia) sont à choisir avec parcimonie. Créez des liens vers des articles approfondissant le sujet. Les termes génériques sans rapport avec le sujet sont à éviter, ainsi que les répétitions de liens vers un même terme.
- Les liens externes sont à placer uniquement dans une section « Liens externes », à la fin de l'article. Ces liens sont à choisir avec parcimonie suivant les règles définies. Si un lien sert de source à l'article, son insertion dans le texte est à faire par les notes de bas de page.
- La présentation des références doit suivre les conventions bibliographiques. Il est recommandé d'utiliser les modèles {{Ouvrage}}, {{Chapitre}}, {{Article}}, {{Lien web}} et/ou {{Bibliographie}}. Le mode d'édition visuel peut mettre en forme automatiquement les références.
- Insérer une infobox (cadre d'informations à droite) n'est pas obligatoire pour parachever la mise en page.

Pour une aide détaillée, merci de consulter Aide:Wikification.
Si vous pensez que ces points ont été résolus, vous pouvez retirer ce bandeau et améliorer la mise en forme d'un autre article.
 (juin 2024).
Le Retour de Superman (en coréen : 슈퍼맨이 돌아왔다 ; également connue sous le nom de The return of Superman) est une émission de télé-réalité sud-coréenne diffusée sur KBS2. Le Retour de Superman était l'un des deux segments de Happy Sunday, un ensemble d'émissions de télé-réalité diffusé le dimanche sur KBS2. L'autre segment était l'émission 1 Night 2 Days. Le pilote original de trois épisodes a été diffusé en tant que programme spécial à l'occasion de Chuseok du 19 au 21 septembre 2013, avec Lee Hwi-jae, Choo Sung-hoon et Jang Hyun-sung . Le spectacle est raconté par l'actrice So Yoo-jin.
KBS a annoncé le 17 octobre 2013 que The Return of Superman ferait officiellement partie de la programmation de Happy Sunday à partir du 3 novembre 2013. Le spectacle remplace Star Family Show Mamma Mia, qui a été déplacé le mercredi soir.
Aujourd'hui, Le retour de Superman est diffusé le dimanche à 19h30 sur la chaine KBS WORLD.

## Synopsis
Des pères célèbres doivent s'occuper seuls de leurs enfants pendant 48 heures, tandis que leurs femmes quittent la maison pour profiter d'un moment de détente. Les mères quittent le foyer familial avant le début des 48 heures et reviennent saluer leur famille une fois les 48 heures terminées. Pendant les 48 heures, les pères et les enfants accomplissent une tâche ou explorent de nouvelles activités avec leurs enfants. De temps en temps, d'autres célébrités, amies des pères, s'arrêteront pour interagir avec les enfants,,.

## Format
L'émission est filmée avec des caméras fixes et des caméramans cachés dans des tentes pour enfants, installés dans chacune des maisons réelles des célébrités. La famille et les amis des pères apparaissent occasionnellement dans des épisodes. Dans chaque épisode, au fur et à mesure que la série passe d'une famille à la suivante, une brève narration est donnée pour présenter le segment suivant de l'épisode et un thème commun à l'ensemble de l'épisode.
Au cours de chaque segment familial individuel, les parents, et parfois les enfants comme Junu, Junseo et Haru qui étaient assez vieux pour répondre aux questions lorsqu'ils ont commencé l'émission, donnent une interview, interrogés par les producteurs de l'émission sur la situation actuellement diffusée.
À partir de l'épisode 520 (diffusé le 7 avril 2024), le(s) narrateur(rices) ainsi que les parents se réunissent en studio pour faire part de leurs réactions et commentaires sur les activités de la famille apparue.

## Casting

### Casting actuel
- Park Joo-ho, footballeur, père de Na-eun (9 ans), Gun-hoo (6 ans) et Jin-woo (4 ans). Il a intégré l'émission en 2018 à partir de l'épisode 239. Il a fait un hiatus de l'épisode 315 à 352.
- Yeon Jae-seung ou Jasson, architecte d'intérieur à la télé, père de Jun-beom (21 mois). Il a intégré l'émission en 2022 à partir de l'épisode 440.
- Kim Jun-ho, escrimeur, père de Eun-woo (2 ans) et Jung-woo (12 mois). Il a intégré l'émission en 2022 à partir de l'épisode 444.
- Moon Hee-joon, présentateur télé et ancien idole, père de Hee-yul (age 7) et Hee-woo (20 mois). Il a rejoint l'émission en 2019 pour les épisodes 281 à 342. Il est revenu en 2024 depuis l'épisode 517.
- Choi Min-hwan, membre du groupe FT Island, père de Jae-yul (6 ans), Ah-yoon (4 ans) et Ah-rin (4 ans). Il a réjoint l'émission en 2024 depuis l'épisode 520.
- BewhY, rappeur, père de Lee Si-ha (14 mois). Il a intégré l'émission en 2024 à partir de l'épisode 522.

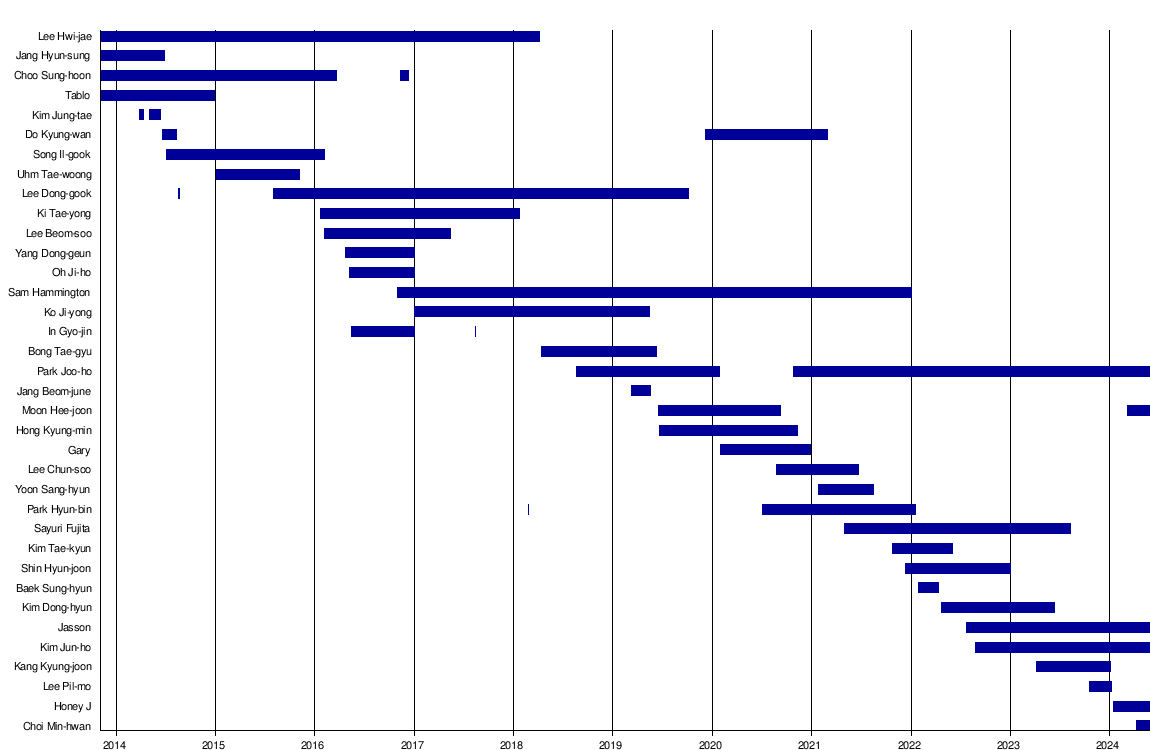
La chronologie du casting de l'émission coréenne Le retour de Superman, de sa première diffusion à aujourd'hui